# Страс
Страс (англ. stras, нім. Strass m) — скло, яке використовується для підробки алмазів. Штучний дорогоцінний камінь, виготовлений з кришталю з домішкою свинцю й інших речовин, що володіє такою грою кольорів, яка робить його подібним зі справжнім дорогоцінним каменем. 

## Етимологія та історія
За прізвищем ельзаського хіміка і ювеліра XVIII Георга Штрасса (Georges Frederic Strass) (1701–1773), який винайшов рецепт скла з високим заломленням і густиною для імітації алмазу. 
В епоху Відродження виробництво скла просунулося, що дозволило отримати більш прозорий і чіткий результат: кришталеве скло, кришталево прозоре скло, яке особливо підходить для гранованого скла. Його використовували майстри, також відомі як «кристалери», для створення імітації діамантів. Однак кришталеве скло занадто крихке для великих прикрас.
Георг Фрідріх Штрас розробив одну з перших переконливих імітацій алмазів. З 1730 року він присвятив себе виробництву цих симуляцій (сімілі, лат. similis: подібний) у власній майстерні в Парижі. Він додав сурик до кремнезему, який використовується для виготовлення скла, щоб створити скло з яскравішим зовнішнім виглядом. Він посилив цей ефект, помістивши під нього фольгу, схожу на дзеркальне скло. Йому це вдалося, і з 1734 року Г. Штрасу дозволили називати себе королівським ювеліром.
Крім того, гранований свинцевий кришталь для люстр також називають стразами.

## Загальний опис
Склад страсу: 38,2 % кремнезему, 53 % оксиду свинцю та 8,8 % поташу. Крім того у суміш додавали буру, гліцерин та арсенисту кислоту. Для одержання кольорових С. у вихідну шихту, з якої виготовляють скло, додають сполуки перехідних металів. Сполуки хрому і двовалентного заліза дають зелений колір різних відтінків, сполуки тривалентного заліза — жовтий і коричневий колір, кобальту — синій. Для одержання рубінового кольору у скляну масу додають 0,1 % касієвого порфіру, сапфірового — 2,5 % оксиду кобальту, смарагдового — 0,8 % оксиду міді і 0,02 % оксиду хрому. Розроблені рецепти для імітації ґранатів, аметистів, шпінелі та ін. Показники заломлення страсів — 1,44-1,77; твердість — 5-7; густина 2,0-4,5.